# 棚田徹
棚田 徹（たなだ とおる、1961年11月7日 - ）は、フリーアナウンサー。元テレビ新広島（TSS）のアナウンサー。広島県大竹市出身。

## 人物
広島県立広島観音高等学校（観音31期）を経て、広島大学を卒業し、1984年にテレビ新広島へ入社、主にニュースなど報道番組を担当。2022年4月現在、朝の生活情報番組『ひろしま満点ママ!!』のキャスターを務める。「棚ちゃん」の愛称で親しまれている。TSSアナウンス部長を務めていたが、2022年3月に定年退職でTSSを退社し、4月からフリーアナウンサーとなった。また、2017年頃、子会社・TSSプロダクションの非常勤取締役も務めていた。
アクターズスクール広島・広島校で講師を務め、定年退職後も継続している。
2021年11月、定年の年齢を迎え、『ひろしま満点ママ!!』で出演者から祝福を受けた。棚田は『ひろしま満点ママ!!』がある限り司会として出演し続ける意向を表明、2022年3月の定年退職後も出演を継続している。『釣りごろつられごろ』も同様である。

## 現在の出演番組
- ひろしま満点ママ!! MC　月曜～木曜
  - 水曜コーナー『満点クッキングレシピショウ』「たなちゃんのパパっとごはん」も担当　お料理先生：佐伯由利香（5 feet cafe） / 大倉まゆみ（ゆとりの森）
  - 木曜コーナー『棚ちゃんの早口言葉』（2020年4月23日 - ）
  - クボカナのenjoy!!田舎暮らし（2021年 - ）棚田工務店
- TSSライク!（2025年4月4日 - ）
  - 金曜コーナー「歴史にずきゅん。ひろしま棚さんぽ」（2025年4月4日 - ）

## 過去の出演番組
- SunSunひろしま'85NEWS（1985年）
- さわやか美人（1990年）初代MC
- 月刊!いく2TV（1997年）
- 広島もてなしキング（1997年）初代ナビゲーター
  - テレビ新広島開局30周年記念『広島もてなしキング 情熱のリターンズスペシャル』（2005年10月2日 16:00 - 17:25）ナビゲーター
- tssスーパータイム　MC
- ZAP
- 釣りごろつられごろ　ナビゲーター
- 村口史子の楽しいゴルフ!
- 鯉に恋するコイトーク（2017年12月3日）ナレーション
- 新春夢対決!カープにサンフレ 広島トップアスリートが競演! 第22回広島県スポーツ振興チャリティーゴルフ大会（2018年1月7日）進行
- やさしい社会 元受刑者の再出発（2021年4月10日）ナレーション

## CM
- アクターズスクール広島 オーディション（ナレーション）